# Jassans-Riottier
Jassans-Riottier est une commune française située dans le département de l'Ain, en région Auvergne-Rhône-Alpes.
Ses habitants s'appellent les Jassannais et les Jassannaises.

## Géographie

### Situation
Commune située en rive gauche de la Saône, face à Villefranche-sur-Saône, à 50 km de Bourg-en-Bresse et à 30 km au nord de Lyon, Jassans-Riottier s'étend sur 481 hectares. « Porte ouest de la Dombes », avec Villars-les-Dombes à 20 km, elle bénéficie de la proximité du relief vallonné du Beaujolais. Avec un peu plus de 6 000 habitants, Jassans-Riottier est une ville semi-urbaine, proche des réseaux autoroutier et ferroviaire.

### Communes limitrophes
| Villefranche-sur-Saône (Rhône) | Beauregard              | Frans           |
| Saint-Bernard                  | Jassans-Riottier        |                 |
| Anse (Rhône)                   | Saint-Didier-de-Formans | Sainte-Euphémie |

### Climat
Pour des articles plus généraux, voir Climat d'Auvergne-Rhône-Alpes et Climat de l'Ain.
En 2010, le climat de la commune est de type climat océanique altéré, selon une étude du Centre national de la recherche scientifique s'appuyant sur une série de données couvrant la période 1971-2000. En 2020, Météo-France publie une typologie des climats de la France métropolitaine dans laquelle la commune est exposée à un climat de montagne ou de marges de montagne et est dans une zone de transition entre les régions climatiques « Bourgogne, vallée de la Saône » et « Nord-est du Massif central ».
Pour la période 1971-2000, la température annuelle moyenne est de 11,9 °C, avec une amplitude thermique annuelle de 18,4 °C. Le cumul annuel moyen de précipitations est de 747 mm, avec 9,4 jours de précipitations en janvier et 6,3 jours en juillet. Pour la période 1991-2020, la température moyenne annuelle observée sur la station météorologique de Météo-France la plus proche, « Villefranche », sur la commune de Villefranche-sur-Saône à trois km à vol d'oiseau, est de 13,1 °C et le cumul annuel moyen de précipitations est de 790,9 mm,. Pour l'avenir, les paramètres climatiques de la commune estimés pour 2050 selon différents scénarios d'émission de gaz à effet de serre sont consultables sur un site dédié publié par Météo-France en novembre 2022.
| Mois                                  | jan.             | fév.           | mars           | avril         | mai             | juin           | jui.            | août          | sep.           | oct.            | nov.            | déc.             | année      |
| ------------------------------------- | ---------------- | -------------- | -------------- | ------------- | --------------- | -------------- | --------------- | ------------- | -------------- | --------------- | --------------- | ---------------- | ---------- |
| Température minimale moyenne (°C)     | 0,9              | 1              | 3,6            | 6,6           | 10,8            | 14,3           | 16,2            | 15,5          | 12             | 8,6             | 4,4             | 1,6              | 8          |
| Température moyenne (°C)              | 4,2              | 5,3            | 9              | 12,5          | 16,7            | 20,5           | 22,5            | 22            | 17,9           | 13,4            | 8               | 4,8              | 13,1       |
| Température maximale moyenne (°C)     | 7,6              | 9,6            | 14,4           | 18,4          | 22,6            | 26,7           | 28,8            | 28,5          | 23,8           | 18,1            | 11,6            | 8                | 18,2       |
| Record de froid (°C) date du record   | −21,9 25.01.1963 | −19 06.02.1963 | −11,5 01.03.05 | −5 08.04.03   | −0,8 04.05.1967 | 3,7 02.06.1975 | 4,9 03.07.1948  | 5 31.08.1986  | 0,5 25.09.1972 | −4,9 29.10.1950 | −8,5 23.11.1998 | −16,2 22.12.1963 | −21,9 1963 |
| Record de chaleur (°C) date du record | 19,1 10.01.15    | 23,1 25.02.21  | 27,7 31.03.21  | 32 15.04.1949 | 40 29.05.1947   | 41 12.06.1947  | 43,5 30.07.1947 | 43 02.08.1947 | 36 14.09.1947  | 31,6 02.10.23   | 23,3 06.11.15   | 19,9 31.12.22    | 43,5 1947  |
| Précipitations (mm)                   | 48,3             | 37,9           | 46,9           | 62,6          | 73,5            | 73,6           | 77,1            | 71            | 68,2           | 89,9            | 88,4            | 53,5             | 790,9      |

### Voies de communication et transports

#### Voies routières
L'autoroute A6 passe sur la rive droite de la Saône et permet la desserte de la commune par la sortie n° 31-2.

#### Transports en commun

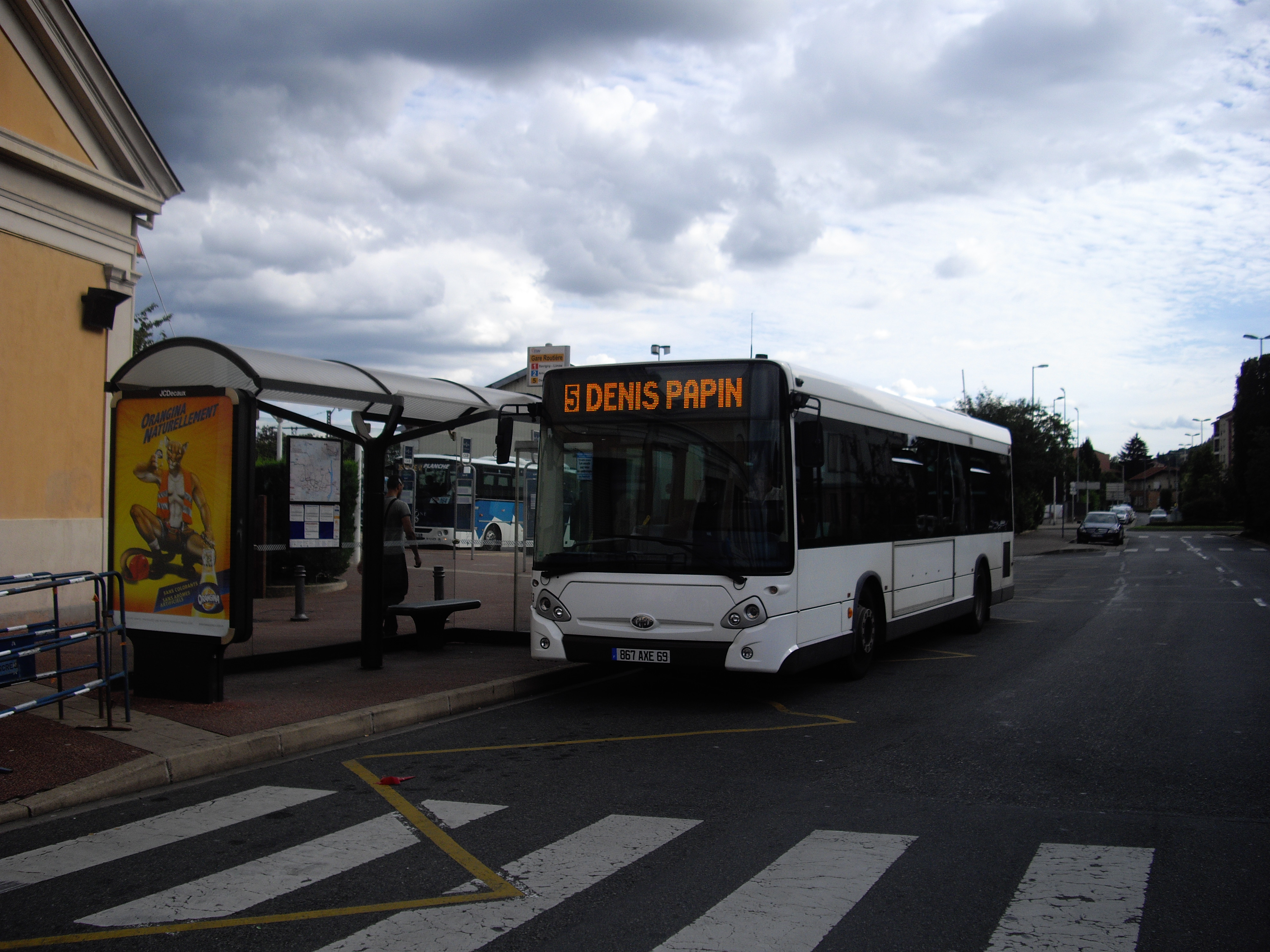
Un bus du réseau Libellule.

Les lignes 1 (direction Limas Collège par la gare) et 8 du réseau de transports par autobus Libellule et les lignes 113 (direction Belleville ou Saint-Germain au mont d’Or), 119 et 185 des cars de l'Ain desservent la commune.

#### Transport ferroviaire
Jassans-Riottier se trouve à moins de 5 km de la gare SNCF de Villefranche-sur-Saône.

## Urbanisme

### Typologie
Au 1er janvier 2024, Jassans-Riottier est catégorisée ceinture urbaine, selon la nouvelle grille communale de densité à 7 niveaux définie par l'Insee en 2022.
Elle appartient à l'unité urbaine de Lyon, une agglomération inter-départementale dont elle est une commune de la banlieue,. Par ailleurs la commune fait partie de l'aire d'attraction de Lyon, dont elle est une commune de la couronne,. Cette aire, qui regroupe 397 communes, est catégorisée dans les aires de 700 000 habitants ou plus (hors Paris),.

### Occupation des sols
L'occupation des sols de la commune, telle qu'elle ressort de la base de données européenne d’occupation biophysique des sols Corine Land Cover (CLC), est marquée par l'importance des territoires artificialisés (55 % en 2018), en augmentation par rapport à 1990 (51,8 %). La répartition détaillée en 2018 est la suivante : 
zones urbanisées (40,3 %), zones agricoles hétérogènes (24,6 %), eaux continentales (10 %), espaces verts artificialisés, non agricoles (9 %), forêts (7,2 %), zones industrielles ou commerciales et réseaux de communication (5,7 %), terres arables (3,2 %).
L'évolution de l’occupation des sols de la commune et de ses infrastructures peut être observée sur les différentes représentations cartographiques du territoire : la carte de Cassini (XVIIIe siècle), la carte d'état-major (1820-1866) et les cartes ou photos aériennes de l'IGN pour la période actuelle (1950 à aujourd'hui).

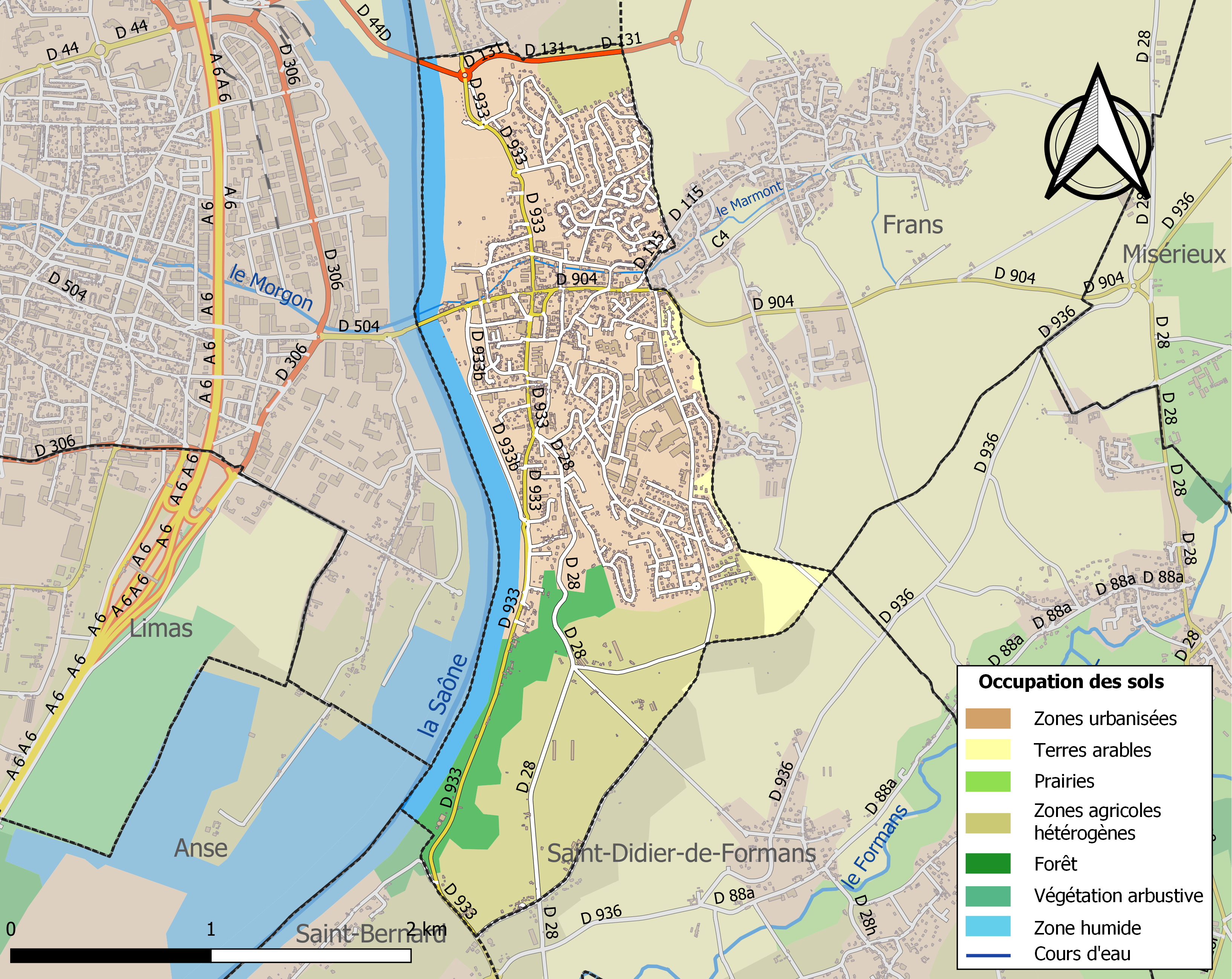
Carte des infrastructures et de l'occupation des sols de la commune en 2018 (CLC).

### Logement
La commune fait partie de la zone B2 du dispositif et est éligible à la loi Duflot.

## Toponymie
Jassans, tout comme Jasseron, trouve son origine dans la présence ancienne de bergeries ; du bas latin jacium, lieu de repos pour le bétail et jas pour bergerie en provençal.
Riottier dans le nom duquel on vit autrefois Rivatoria, « la tour du rivage », s'explique dans ses formes anciennes par le provençal redorta qui a donné redortier, justifié ici par la retorte ou boucle que décrit la Saône en aval.

## Histoire

### Jassans
Jassans n'apparaît qu'au XVe siècle et est alors une seigneurie en toute justice de la châtellenie de Beauregard, elle-même créée à partir de la fraction septentrionale de la terre de Riottier acquise par le sire de Beaujeu, probablement vers le milieu du XIe siècle. On y trouvait les fiefs de Gleteins et de la Place. Le village appartient à la souveraineté de Dombes jusqu'en 1762, date du rattachement de celle-ci au royaume de France.

### Riottier
Riottier constituait un fief cité déjà vers 970, dont les seigneurs rendaient hommage au comte de Mâcon. Le village riverain, à l'ombre d'un château fort, avait son église dans l'enceinte de ce dernier. Riottiers est acquise en 1239 par l'Église de Lyon (i. e. l'archevêché et/ou le chapitre de chanoines de Saint-Jean), sur Jean de Braine, comte de Mâcon. La seigneurie qui s'étendaient sur Saint-Didier-de-Formans et le village restèrent dans le Franc-Lyonnais jusqu'à la Révolution.
Le château seigneurial était confié à des gouverneurs ou châtelains, dits palatins, membres de la famille de Chabeu depuis 1200 environ (cf. les articles L'Abergement et St-Trivier), qui prirent le nom de Palatins de Riottier(s) (cf. : p. 320-321 ; et ).
Outre le gué, il y avait dès le XVIIIe siècle un bac sur la Saône à Riottier, face à Villefranche.

### La fusion
Les noms de Jassans et de Riottier sont associés par décret du 5 novembre 1880.

## Politique et administration

### Découpage territorial
La commune de Jassans-Riottier est membre de la communauté d'agglomération Villefranche-Beaujolais-Saône, un établissement public de coopération intercommunale (EPCI) à fiscalité propre créé le 1er janvier 2014 dont le siège est à Villefranche-sur-Saône. Ce dernier est par ailleurs membre d'autres groupements intercommunaux.
Sur le plan administratif, elle est rattachée à l'arrondissement de Bourg-en-Bresse, au département de l'Ain et à la région Auvergne-Rhône-Alpes. Sur le plan électoral, elle dépend du  canton de Trévoux pour l'élection des conseillers départementaux, depuis le redécoupage cantonal de 2014 entré en vigueur en 2015, et de la deuxième circonscription de l'Ain  pour les élections législatives, depuis le dernier découpage électoral de 2010.

### Administration municipale
| Période                                  | Période  | Identité              | Étiquette    | Qualité            |
| ---------------------------------------- | -------- | --------------------- | ------------ | ------------------ |
| 1945                                     | 1983     | Léon-Marie Fournet    |              |                    |
| 1983                                     | 2001     | Paul Colombel         | RPR          | Conseiller général |
| 2001                                     | 2014     | Jacqueline Fournet    | RPR puis UMP |                    |
| 2014                                     | En cours | Jean-Pierre Reverchon | SE-DVD       | Médecin            |
| Les données manquantes sont à compléter. |          |                       |              |                    |

### Intercommunalité
La commune fait partie de la communauté d'agglomération Villefranche-Beaujolais-Saône, structure intercommunale regroupant 18 communes de l'agglomération de Villefranche-sur-Saône situées dans les départements du Rhône et de l'Ain, en Auvergne-Rhône-Alpes.

### Jumelages
| Ottignies-Louvain-la-Neuve Jassans-Riottier |

La commune a développé une association de jumelage avec :
- Limelette (Belgique) en 1959, fusionnée ensuite en 1977 au sein de la commune d'Ottignies-Louvain-la-Neuve située en Région wallonne dans la province du Brabant wallon[19]. Une place de Limelette se trouve au centre de la commune, de même qu'une avenue de Jassans à Limelette. Ce jumelage a été réalisé à la suite de l'installation du 11e régiment de zouaves originaire de Jassans-Riottier sur la commune de Limelette lors de la bataille de la Dyle[20].

## Population et société
L'évolution du nombre d'habitants est connue à travers les recensements de la population effectués dans la commune depuis 1793. Pour les communes de moins de 10 000 habitants, une enquête de recensement portant sur toute la population est réalisée tous les cinq ans, les populations de référence des années intermédiaires étant quant à elles estimées par interpolation ou extrapolation. Pour la commune, le premier recensement exhaustif entrant dans le cadre du nouveau dispositif a été réalisé en 2005.
En 2022, la commune comptait 6 315 habitants, en évolution de −1,19 % par rapport à 2016 (Ain : +5,15 %, France hors Mayotte : +2,11 %).
| 1793 | 1800 | 1806 | 1821 | 1831 | 1836 | 1841 | 1846 | 1851 |
| ---- | ---- | ---- | ---- | ---- | ---- | ---- | ---- | ---- |
| 190  | 211  | 205  | 341  | 317  | 342  | 376  | 348  | 403  |

| 1856 | 1861 | 1866 | 1872 | 1876 | 1881 | 1886 | 1891 | 1896 |
| ---- | ---- | ---- | ---- | ---- | ---- | ---- | ---- | ---- |
| 361  | 398  | 444  | 386  | 400  | 433  | 436  | 417  | 459  |

| 1901 | 1906 | 1911 | 1921 | 1926 | 1931 | 1936 | 1946 | 1954  |
| ---- | ---- | ---- | ---- | ---- | ---- | ---- | ---- | ----- |
| 630  | 642  | 713  | 772  | 877  | 913  | 944  | 969  | 1 125 |

| 1962  | 1968  | 1975  | 1982  | 1990  | 1999  | 2005  | 2006  | 2010  |
| ----- | ----- | ----- | ----- | ----- | ----- | ----- | ----- | ----- |
| 1 863 | 2 190 | 2 783 | 3 830 | 4 609 | 5 338 | 5 910 | 5 879 | 5 976 |

| 2015  | 2020  | 2022  | - | - | - | - | - | - |
| ----- | ----- | ----- | - | - | - | - | - | - |
| 6 190 | 6 337 | 6 315 | - | - | - | - | - | - |

### Pyramide des âges
En 2021, le taux de personnes d'un âge inférieur à 30 ans s'élève à 33,6 %, soit en dessous de la moyenne départementale (35,3 %). À l'inverse, le taux de personnes d'âge supérieur à 60 ans est de 28,4 % la même année, alors qu'il est de 24,3 % au niveau départemental.
En 2021, la commune comptait 3 028 hommes pour 3 327 femmes, soit un taux de 52,35 % de femmes, légèrement supérieur au taux départemental (50,65 %).
Les pyramides des âges de la commune et du département s'établissent comme suit :
| Hommes | Classe d’âge | Femmes |
| ------ | ------------ | ------ |
| 0,9    | 90 ou +      | 2,5    |
| 7,3    | 75-89 ans    | 10,7   |
| 17,6   | 60-74 ans    | 17,5   |
| 21,9   | 45-59 ans    | 21,3   |
| 16,9   | 30-44 ans    | 16,0   |
| 16,2   | 15-29 ans    | 15,7   |
| 19,2   | 0-14 ans     | 16,4   |

| Hommes | Classe d’âge | Femmes |
| ------ | ------------ | ------ |
| 0,6    | 90 ou +      | 1,6    |
| 6,3    | 75-89 ans    | 8,1    |
| 15,5   | 60-74 ans    | 16,2   |
| 21     | 45-59 ans    | 20,4   |
| 19,8   | 30-44 ans    | 19,8   |
| 16,4   | 15-29 ans    | 15     |
| 20,4   | 0-14 ans     | 18,9   |

### Enseignement
La commune dispose d'une crèche, « la Souris Verte », de deux écoles maternelles et primaires (école de Champ-Bouvier et école de la Mairie) et du collège Léon-Marie-Fournet.
La commune ne dispose pas de lycée, mais la ville de Trévoux et la ville voisine Villefranche-sur-Saône (Rhône) en ont.

### Manifestations culturelles et festivités
Fête des Conscrits, chaque année.
Fête du Bord de Saône, chaque dernier dimanche de juin.

### Santé
- EHPAD La Rose des Vents, 1289 rue Edouard-Herriot (téléphone : 04 74 09 53 50)

### Sports
- Club de Football
- Club de Karaté Shotokan Ohshima
- Club de Judo
- Club de Basket-Ball US Jassans
- Club de Gymnastique EGJ
- Club de Taekwondo Jag Eun Yong

### Médias
- Médiathèque Simone-Veil
- Centre culturel de Gléteins.

## Économie

### Entreprises de l'agglomération
- Bourgeois, fours industriels et professionnels. 130 salariés sur deux sites (Faverges et Jassans-Riottier). Société anonyme coopérative. CA 2005 13 M€, résultat 300 k€.

### Commerces
La commune compte plusieurs commerces, notamment plusieurs banques, boulangeries-pâtisseries, coiffeurs, pharmacies, pressing, boucheries, opticiens, bureaux de tabac, centre auditif, laboratoire d'analyses, etc. ; un magasin  Carrefour Market se trouve sur le territoire de la commune.

## Culture et patrimoine

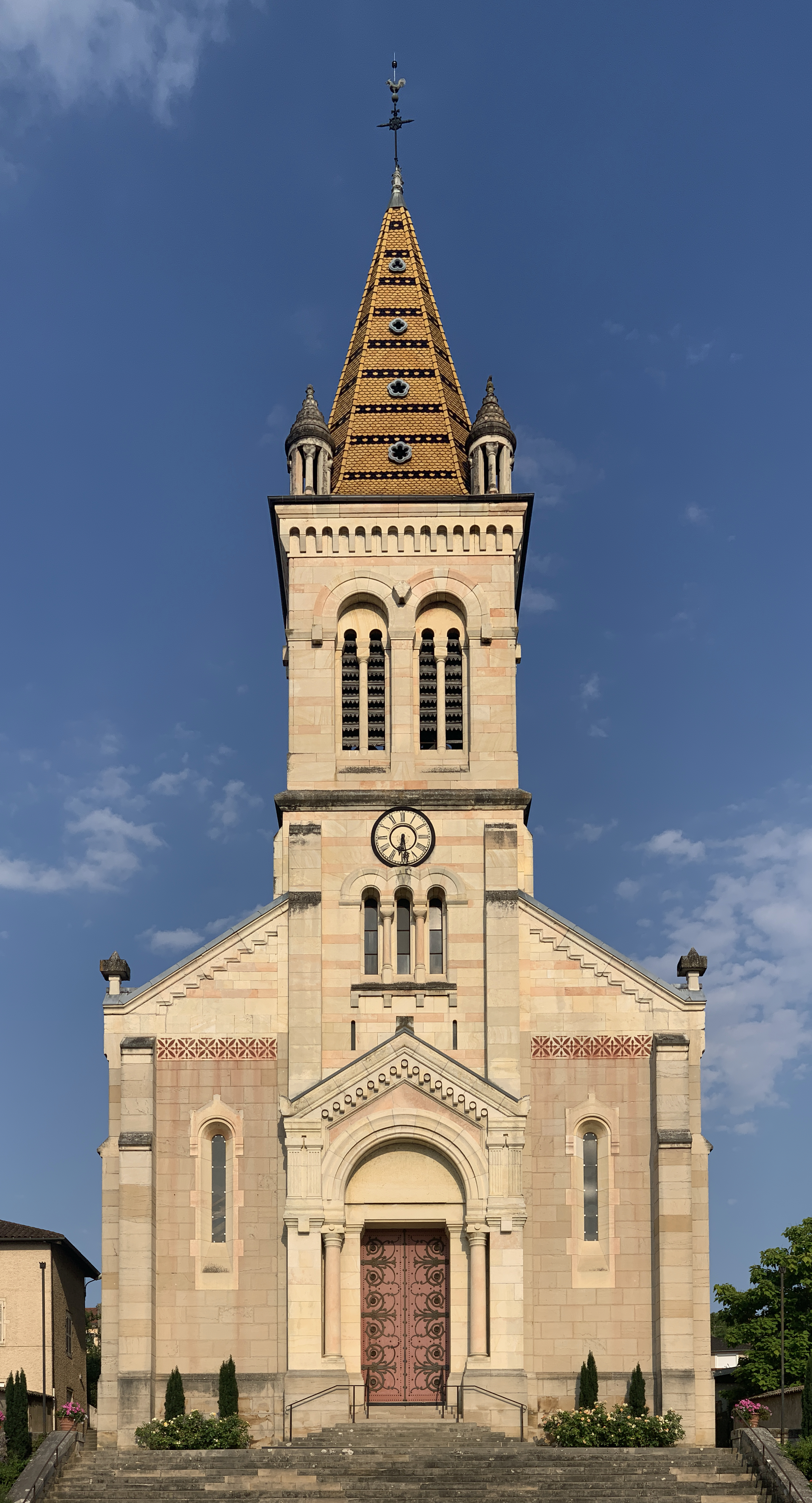
Église de l'Assomption.

### Lieux et monuments
- Le château de la Place, parc de l'architecte paysagiste Joseph Marie.
- Le château de Gléteins.
- Le manoir de la Rigaudière fait l’objet d’une inscription au titre des monuments historiques depuis 1996[27].
- L'église Notre-Dame-de-l'Assomption fait l’objet d’une inscription au titre des monuments historiques depuis 1996[28].

### Patrimoine culturel
- Musée vivant du roman d'aventures de Jassans-Riottier

### Espaces verts et fleurissement
En 2014, la commune obtient le niveau « deux fleurs » au concours des villes et villages fleuris.

### Personnalités liées à la commune
- Yann Cucherat (né à Jassans le 2 octobre 1979) est un gymnaste champion du monde en 2005.
- Youssef Sofiane (né à Villefranche-sur-Saône le 8 août 1984) est un footballeur professionnel français ayant commencé sa formation au club de Jassans.

### Héraldique
| Armes de Jassans-Riottier | La commune de Jassans-Riottier porte : D'argent à trois fasces d'azur, à la cotice de gueules brochant sur le tout,. |

Ce blason a été adopté lors d'une délibération du conseil municipal du 18 décembre 1975.